# Caravana de personas con discapacidad en Bolivia
La caravana de personas con discapacidad se refiere a una caravana de protesta que hubo en Bolivia en 2016, en la que un grupo de personas con discapacidad decidió convocar a una marcha nacional. Esta partió desde Cochabamba hacia la sede de gobierno, La Paz, donde en muletas y sillas de ruedas caminaron 379 kilómetros por 35 días exigiendo una renta digna de Bs 500. Al llegar no les dejaron ingresar a Plaza Murillo y desde ese día acamparon por tres meses e intentaron en muchas ocasiones dialogar con el gobierno de Evo Morales sobre su pedido, cuya respuesta solo fue rechazada y se negoció con otro grupo que no se movilizó un acuerdo de 42 puntos. Según datos oficiales, hay 61,447 personas registradas con discapacidad, pero el sector solicita un nuevo censo. El Gobierno se negaba a otorgar el bono, afirmando que podría desestabilizar la economía del país. En el momento de las protestas, 21,112 personas con discapacidad grave o muy grave recibían una Renta Solidaria de 1,000 bolivianos anuales. El beneficio no se extiende a personas con discapacidad leve y moderada. Debido a eso, y que casualmente Bolivia tenía su examen periódico en la 16ava Convención de personas con discapacidad en Ginebra, Suiza llevada a cabo por la Naciones Unidas, se presentó un informe sombra en el que se detalló con pruebas toda la violación a sus derechos humanos que hubo, la ONU mandó 36 recomendaciones al Estado de Bolivia para ser respondidas hasta diciembre de 2023, entre las que se pide explicar el porqué de la violencia.  En 2017, poco más de un año después del inicio de la caravana, Evo Morales firmó la ley 977 en la que se asigna un bono de Bs 250 a las personas con discapacidad.
La clasificación de discapacidad en Bolivia se basa en cuatro grados: leve, moderada, grave y muy grave. La Ley General para Personas con Discapacidad define la discapacidad como deficiencias de función físicas, psíquicas, intelectuales y/o sensoriales a largo plazo o permanentes, con diversas barreras físicas, psicológicas, sociales, culturales y comunicacionales.

## Antecedentes
Durante el gobierno de Gonzalo Sánchez de Lozada en 1995, se aprobó la Ley 1678 de la persona con discapacidad, seguida por el Decreto 24807 en 1997, que instruía la creación de empleos para personas con discapacidad en empresas públicas y privadas. En 2004, bajo la administración de Carlos Mesa, las personas con discapacidad marcharon de Caracollo a La Paz, logrando modificaciones con la promulgación del Decreto Supremo Nº 27477. En 2008, durante la gestión de Evo Morales, se realizó la última modificación con el Decreto 29608. Estas leyes y decretos establecen una reserva del 4% del personal de las empresas para personas con discapacidad. Sin embargo, según Lucio Temo, responsable del Codepedis, esto no se cumple debido a que las leyes no obligan a los empresarios a acatar esta medida.
Según el Informe Mundial sobre la Discapacidad de la OMS publicado en 2011, más de mil millones de personas, lo que representa el 15% de la población mundial, viven con alguna forma de discapacidad. De ellos, cerca de 200 millones enfrentan dificultades significativas en su funcionamiento. Este estudio resalta las desigualdades en resultados sanitarios, académicos y económicos, así como altos niveles de pobreza en comparación con las personas sin discapacidad. En Bolivia hay casos no registrados en los que las personas con discapacidad carecen de certificado de nacimiento, lo que les impide acceder a sus derechos básicos. Según el Sistema de Información del Programa de Registro Único Nacional, de los 10,389,903 habitantes en Bolivia según el censo de 2012, 48,013 tienen algún tipo de discapacidad. En 2012, solicitaron una ayuda anual de alrededor de 2300 bolivianos, pero recibieron menos de la mitad.
En 2014, un grupo de personas con discapacidad inició una caravana desde Oruro hacia Brasil el 30 de abril. Inicialmente eran 14 manifestantes y aumentaron a 50. Su protesta busca un aumentar el bono para personas con discapacidad de Bs 1.000 anuales a Bs 3.500. Exigían que este incremento se extienda a todo el sector y no solo a aquellos con discapacidades graves. El objetivo de llegar a Brasil era llamar la atención a nivel internacional, ya que sienten que los representantes y el Gobierno de Bolivia ignoran sus demandas. Uno de los problemas que también enfrentan que el ejercicio del derecho al voto fue problemático debido a la falta de información en los recintos electorales y la aglomeración de personas que dificultó su desplazamiento. Samuel Cabrera Michel, quien depende de una silla de ruedas, tuvo dificultades para obtener información en el colegio John F. Kennedy y sintió discriminación debido a su condición física. Según el artículo 60 de la Ley de Régimen Electoral, se espera que el notario y los jurados electorales brinden asistencia a las personas con discapacidad, evitando que hagan fila para votar.
El viceministro de Educación Alternativa, Noel Aguirre, anunció en 2015 que las personas con discapacidad que no puedan asistir a la escuela podrán recibir educación en sus hogares a través de maestros capacitados. Se dijo que en 2016 se atendería a 90 personas con discapacidad a cargo de 18 maestros capacitados. Aguirre dijo hay 20,000 personas con discapacidad estudiando y que aproximadamente la mitad en centros de educación especial y la otra mitad en colegios regulares. Solo 100 unidades educativas en Bolivia son inclusivas. Aguirre enfatizó la importancia de seguir trabajando en la inclusión y señaló que se han implementado materiales de trabajo inclusivos y se ha adaptado parte del currículo para la enseñanza con personas con discapacidad.

## Pliego Petitorio
Las personas con discapacidad que se manifestaron en 2016 marcharon específicamente por tres puntos
1. Una renta digna de BS 500 para todas las personas con discapacidad
2. Que el carnet de las personas con discapacidad grave y muy grave sea indefinido, es decir que no tengan que ir a renovar cada vez.
3. Que se cree una comisión que revise los baremos que miden la gravedad de una discapacidad.[13]

## Cronología

### Vigilias en diferentes ciudades

#### Cochabamba
Las personas con discapacidad llevaron a cabo medidas de presión en Cochabamba desde enero de 2016 exigiendo un bono mensual de Bs 500 y la ampliación de los beneficiarios y están instalados frente a la Gobernación de esa ciudad y se colgaron en sus sillas de ruedas en el puente Viaducto para llamar la atención. La protesta se extendió a otras regiones. La Defensoría del Pueblo ha solicitado al Gobierno la apertura del diálogo, mientras que las autoridades no han respondido formalmente a la demanda. Los manifestantes argumentan que el bono anual de Bs 1.000 es insuficiente y piden su ampliación a todo el sector. Demandan la presencia de los ministros de la Presidencia y de Salud para iniciar un diálogo y evitar una marcha a La Paz. Enviaron cartas a autoridades sin recibir respuesta hasta el momento. Rosemery Guarita, representante del sector en Cochabamba, decidió crucificarse en el puente del Viaducto en busca de atención y diálogo por parte de las autoridades. El sector demanda un pago mensual debido a que el monto actual no es suficiente para cubrir sus necesidades médicas.

#### Santa Cruz
Personas con discapacidad afiliadas a la Federación Cruceña de Discapacitados (Fecrupdi) hacen vigilia en la Brigada Parlamentaria cruceña exigiendo al Gobierno el pago de un bono mensual de 500 bolivianos. La medida de presión se lleva a cabo a nivel nacional, con 52,451 personas con discapacidad participando en los nueve departamentos del país, incluyendo 11,233 en Santa Cruz. El pedido de la demanda, que no ha sido atendido, fue establecido en un congreso nacional. Como medidas bloquearon la salida de los parlamentarios en la Brigada en Santa Cruz. La situación generó tensiones y relegó la posesión de la nueva directiva de la Brigada. La oposición propuso abordar la demanda, pero los parlamentarios del MAS se opusieron. Los manifestantes no permitieron la salida de ninguna persona hasta que se firme un documento que garantice una solución a su exigencia. Posteriormente levantaron el bloqueo realizado cuando los parlamentarios cruceños se comprometieron a formar una comisión para redactar una ley que establezca esta renta mensual de 500 bolivianos para más de 18,000 personas con discapacidad grave en el país.
El Comité Cívico de Santa Cruz se unió a la demanda de las personas con discapacidad que cumplen diez días de vigilia en la Brigada Parlamentaria Cruceña. Dos personas con discapacidad se colgaron del edificio de la Brigada Parlamentaria exigiendo el bono. La comisión formada para redactar una ley en este sentido aún no ha tenido éxito completo. En el marco de las celebraciones de Semana Santa, el arzobispo de Santa Cruz, Monseñor Sergio Gualberti, dice que lavará los pies de 12 personas con discapacidades en la Catedral cruceña. Esta acción simbólica representa una purificación y busca enviar un mensaje de servicio a los más necesitados y una solicitud a las autoridades para que atiendan las demandas de este sector de la sociedad.
En diferentes ciudades como Potosí, Oruro, Trinidad, Tarija y El Alto también se están llevando a cabo protestas similares.
Según el viceministro de Presupuesto y Contabilidad Fiscal, Jaime Durán, incrementar la Renta Solidaria para personas con discapacidad de 1,000 a 6,000 bolivianos anuales representaría un costo de 368.6 millones de bolivianos para el Tesoro General de la Nación. En ese momento, el beneficio se otorgaba a 22,102 personas en situación de discapacidad grave, pero el sector también demanda que se extienda a personas con discapacidad moderada y leve, sumando un total de 61,447 beneficiarios. El Gobierno ha ejecutado proyectos a favor de las personas con discapacidad por más de 50 millones de bolivianos en áreas como educación, salud y desarrollo productivo. A pesar de las limitaciones presupuestarias, el Gobierno dice mostrarse dispuesto a reunirse y llegar a un acuerdo con el sector para frenar las medidas de presión. La ministra de Salud, Ariana Campero, anunció que se discutirán temas como la calificación de discapacidad, carnetización, incremento del bono, vivienda y trabajo. Se invitará a los gobiernos municipales a participar en las mesas según sus competencias. El ejecutivo de la Confederación de Personas con Discapacidad, Roberto Nacho, afirmó que los acuerdos serán socializados con las bases. El diálogo sería el 17 y 18 de marzo en Oruro. Se critica la movilización de algunos sectores a quienes apuntan de crear paralelismos y se reafirma la legitimidad de la Confederación Boliviana de Personas con Discapacidad.
Personas con discapacidad de ocho departamentos anuncian una marcha hacia La Paz el 19 de marzo para exigir un bono mensual de Bs 500. El Gobierno considera que esta demanda es inviable. Los representantes del sector sostienen que no han recibido apoyo suficiente en los últimos años. El Comité de Movilización de personas con discapacidad anuncia que asistirán al diálogo convocado por el Gobierno si reciben una invitación formal, pero ratifican su marcha desde Cochabamba hasta La Paz. A pesar de los llamados del obispo para que levanten la protesta, los manifestantes continúan luchando y aceptaron rezar junto al religioso. El Gobierno estableció un cronograma de trabajo para reunirse con el sector y convocó a mesas de diálogo en diferentes ciudades. Sin embargo, los dirigentes consideran que esta iniciativa busca dividirlos.

Delegaciones de personas con discapacidad de varios departamentos llegaron a Cochabamba para iniciar una marcha hacia La Paz. Las delegaciones de Santa Cruz, El Alto, Beni, Chuquisaca y Tarija ya se encuentran en Cochabamba, mientras que las de Potosí, Oruro y La Paz se unirán en Caracollo. La protesta busca que el bono sea otorgado a todas las personas registradas sin discriminación. La vigilia a nivel nacional lleva más de un mes, y en Cochabamba se han tomado medidas extremas como colgarse del viaducto y tapiarse con muros de ladrillos. La falta de inclusión y accesibilidad en instituciones públicas y privadas es uno de los principales reclamos. La protesta continuará hasta alcanzar una solución.
«Las personas con discapacidad son vulnerados, olvidados y maltratados. El bono actual es anual y no es posible vivir con 80 bolivianos mensuales» - Rose Mery Guarita, presidenta de la Asociación Kanata Integral de Personas con Discapacidad de Cochabamba
El Gobierno se reunirá por separado con las nueve federaciones del sector en diferentes fechas y lugares del país. La ministra de Justicia, Virginia Velasco, estableció una mesa de diálogo en Cochabamba con un grupo de personas con discapacidad. Destacó la importancia del diálogo y se comprometió a escuchar las demandas junto con el Gobierno, la Gobernación de Cochabamba y el municipio.
Las personas con discapacidad de Santa Cruz desconocen a los interlocutores que están dialogando con el Gobierno y se unen a la marcha que se dirigirá a La Paz para exigir un bono mensual de 500 bolivianos. Consideran que los dirigentes actuales no representan al sector de manera legítima. Además, más de 50 personas han mantenido una vigilia en la Brigada Parlamentaria de Santa Cruz desde el 1 de marzo.

### La caravana

#### Marzo
Un grupo de personas con discapacidad fueron aplaudidos al partir en caravana desde Cochabamba hacia La Paz en busca de un bono mensual de Bs 500. La movilización se debe a la falta de inclusión y acceso a la salud, y consideran que sus necesidades no están siendo atendidas. Enfatizan que solo desean dialogar sobre el bono y no otros temas. La caravana comenzó en Quillacollo y se mantendrán vigilias en otras regiones hasta que se establezca el diálogo con el Gobierno. Esta caravana se lleva a cabo después de tres meses de vigilia y protestas continuas por parte del sector. Los representantes de las personas con discapacidad suspenden temporalmente el diálogo con las ministras de Salud y Justicia, esperando la participación del viceministro de Presupuesto, Jaime Durán. Consideran que las ministras actuales no tienen la autoridad para tratar este asunto. Se espera la llegada del viceministro en Parotani, Cochabamba. El ministro de Economía, Luis Arce, ha señalado que el presupuesto actual es limitado y no puede satisfacer completamente su demanda. El encuentro se llevó a cabo a puerta cerrada y se espera que las autoridades expliquen los avances respecto a los pedidos de las federaciones de discapacitados de La Paz, Oruro y Cochabamba. Para la ministra de justicia esto se trata tan solo de un «maniobra política».
Tras un fallido diálogo con autoridades gubernamentales, las personas con discapacidad retomaron su marcha hacia La Paz en busca de un bono mensual de 500 bolivianos. El presidente de la Confederación de Personas con Discapacidad, David Cayo, señaló que el sector rechazó la propuesta de conformar una mesa de trabajo y decidió continuar la marcha. El Gobierno argumenta dificultades económicas para atender la demanda, mientras que las personas con discapacidad sugieren destinar el 0,18% del Tesoro General de la Nación para cubrir el beneficio. En la caravana se registraron tres bajas debido a problemas de salud. El viceministro de Igualdad de Oportunidades destaca la importancia de las mesas de trabajo propuestas y menciona que se han planteado soluciones para evaluar en temas puntuales. Las personas con discapacidad han solicitado un diálogo directo con el presidente Evo Morales. La marcha continúa mientras esperan una respuesta sobre el encuentro solicitado.
Un grupo de alrededor de 150 personas con discapacidad continúa su marcha de protesta en su sexto día, exigiendo un bono mensual de Bs 500 y enfrentando dificultades con la falta de alimentos y medicinas. La socióloga Yenny Ferrufino destaca la necesidad de políticas de Estado para mejorar las condiciones de vida de este grupo. El gobierno dice que el pedido significaría un incremento del 500%, el actual presupuesto pasaría de Bs 22 millones a Bs 368 millones. Las personas con discapacidad continúan su marcha hacia La Paz a pesar de sufrir lesiones, bajas y falta de medicamentos. El Gobierno instó al sector a flexibilizar su posición. Aunque han enfrentado dificultades y rechazo en algunas localidades, se espera que lleguen a la sede de gobierno en los siguientes días. Se han establecido mesas de trabajo con algunas federaciones de personas con discapacidad.
El Gobierno los acusa de intransigentes y de recibir pagos diarios de una ONG. La ministra de Justicia, Virginia Velasco, afirma que los manifestantes reciben $us100 al día sin especificar la ONG. En Santa Cruz, se planea una actividad folclórica para recaudar fondos en apoyo a la causa El ministro de Economía, Luis Arce, llamó a los manifestantes a reflexionar y unirse a las mesas de diálogo para encontrar una solución negociada. El defensor del pueblo, Rolando Villena, insta al Gobierno a atender la demanda de las personas con discapacidad, lamenta la falta de solución y subraya la necesidad de un aumento sostenible en la renta solidaria. Además, pide una auditoría especial para conocer el uso de los recursos del Fondo Nacional de Solidaridad y Equidad que son para el sector, que se creó en 2008 al quitar el subsidio estatal para los partidos políticos. Villena destaca la vulnerabilidad de las personas con discapacidad y su falta de oportunidades en la sociedad.
La caravana del sector continúa su movilización hacia La Paz enfrentando dificultades por la falta de refugios nocturnos. Además, se reporta un incidente de agresión hacia una propietaria de un refugio ofrecido a las personas con discapacidad en Cochabamba. El presidente Evo Morales ha afirmado que es «imposible» cumplir con la demanda de las personas con discapacidad. Morales argumenta que el costo de la demanda representa el presupuesto de dos o tres departamentos.
Un grupo de seis personas discapacitadas de Beni se suman a la marcha que se dirige hacia La Paz. La caravana, compuesta por al menos un centenar de personas, busca reforzarse para llegar a la ciudad de La Paz y lograr un mayor impacto en su solicitud.

#### Abril
La caravana llegó al día 12 y se dirige a la ciudad de La Paz, aunque ya tuvo 11 bajas. El ministro de Economía, Luis Arce, reiteró que el Gobierno no atenderá la demanda. La ministra de Salud, Ariana Campero, convocó a las personas con discapacidad a retomar el diálogo sobre el tema del bono. Se propone una mesa de trabajo técnica para discutir específicamente el tema de la renta. El presidente de la Confederación Boliviana de Personas con Discapacidad, David Cayo, solicitó que el encuentro se realice con la presencia de los medios de comunicación. Cayo consultará con los marchistas para responder al llamado del Gobierno. El diálogo anterior en Parotani no llegó a un acuerdo económico.
A pesar de enfrentar dolores y dificultades físicas, la caravana avanza aproximadamente 13 kilómetros por día. Los marchistas han creado cánticos motivadores y reciben apoyo de la población. Las personas con discapacidad que participan en las vigilias y la caravana hacia La Paz exigen un diálogo formal por escrito con el Gobierno, argumentando que hasta ahora solo han recibido anuncios verbales. El Colegio Médico de La Paz ha enviado una brigada de profesionales de la salud para brindar atención médica a los marchistas, mientras que el Ministerio de Salud ha enviado una ambulancia.
Personas con discapacidad abandonan el diálogo con el Gobierno en Caracollo, luego de no escuchar las alternativas propuestas por el Gobierno en respuesta a su demanda de un bono mensual de 500 bolivianos. A pesar de la disposición del Gobierno para negociar y su cumplimiento de las instrucciones exigidas por el sector, se lamenta la falta de argumentos técnicos y la prevalencia de la intransigencia sobre el diálogo. Más de 200 manifestantes en sillas de ruedas y con muletas ya recorrieron 200 kilómetros en veinte días, planean avanzar otros 200 hasta llegar a La Paz. El presidente de Derechos Humanos de Oruro lamentó que, a pesar del esfuerzo de los marchistas, el presidente Evo Morales no se haya sensibilizado.
El ministro de la Presidencia, Juan Ramón Quintana, hace un llamado a la caravana. El Gobierno está analizando la posibilidad de aplicar impuestos adicionales al consumo de cerveza y cigarrillos para obtener más recursos destinados a este sector. Además, se están realizando entregas de alimentos, sillas de ruedas y otros insumos a centros de rehabilitación y casas de acogida. La Cámara Boliviana de Fabricantes de Cerveza advirtió sobre una posible crisis en el sector si se aplican mayores impuestos para financiar el bono a personas con discapacidad. Aclararon que no se oponen a las demandas de este grupo, pero señalaron que la carga impositiva ya es alta y afecta la industria cervecera. El director ejecutivo del sector expresó que incrementar los impuestos generaría un desequilibrio mayor y pondría en riesgo empleos y el desempeño productivo.
La ministra de Salud, Ariana Campero, critica la postura radical de las personas con discapacidad porque se niegan a discutir otros temas que no sea la renta. Señala que existen inversiones en salud, educación y justicia para el sector. Actualmente, hay un bono anual de 1000 bolivianos financiado por el Fondo Nacional de Solidaridad y Equidad. El viceministro de Tesoro y Contabilidad Fiscal explicó que la renta solidaria de Bs 1.000 se financia con recursos antes destinados a los partidos políticos. Mons. Ricardo Centellas, obispo de Potosí y Presidente de la Conferencia Episcopal Boliviana (CEB), hizo un llamado a mostrar más sensibilidad hacia las personas con discapacidad en Bolivia durante una homilía en la Catedral de Cochabamba. El vicepresidente, Álvaro García Linera, respondió señalando la necesidad de renovación en la jerarquía de la Iglesia Católica.
A pesar de que la ley establece que las entidades del Estado y la empresa privada deberían garantizar la inserción laboral de las personas con discapacidad, ninguna instancia cumple con esta inclusión. El Gobierno intenta sumar a gobernaciones y municipios a la negociación, pero la dirigencia solo se centra en las propuestas del Gobierno central. La ministra de Salud destaca que están trabajando con siete departamentos que aceptaron las mesas de trabajo, pero los dirigentes señalan que los supuestos acuerdos no tienen validez al ser firmados por funcionarios públicos de algunas gobernaciones.
Las personas con discapacidad en vigilia en la plaza principal 24 de Septiembre de Santa Cruz, realizaron un festival de música con el objetivo de despertar la solidaridad de la población y obtener recursos para ayudar a los marchistas en su alimentación durante la vigilia. Más de 50 personas permanecen en la vigilia y un grupo importante se encuentra en la caravana hacia la sede de Gobierno. Miembros de la asociación de personas con discapacidad de Oruro y La Paz suspendieron su vigilia y se unieron a la caravana que se dirige a La Paz, en su mayoría utilizando muletas o sillas de ruedas. Además, se informó sobre la presunta muerte de un miembro del sector en Beni. La caravana enfrenta las difíciles condiciones climáticas del altiplano paceño. A pesar de la lluvia y el frío, siguen su camino desde Panduro hacia la comunidad de Belén. Los manifestantes testimonian las dificultades que enfrentan diariamente debido a sus discapacidades y expresan su deseo de negociar directamente con el presidente y no con los ministros.
El Gobierno expresa preocupación por el apoyo político de la Alcaldía de La Paz y un grupo de vecinos a la marcha de personas con discapacidad, temiendo que se instrumentalice la movilización. El viceministro de Coordinación con los Movimientos Sociales, Alfredo Rada, destaca los esfuerzos de diálogo realizados por los ministros de Salud y Justicia, pero observa el desinterés de algunos dirigentes del sector. Se informa que se han experimentado más de 25 bajas debido a las condiciones climáticas y el desgaste de las sillas de ruedas. Después de 23 días de marcha, la caravana de personas con discapacidad se encuentra a 118 kilómetros de La Paz, en el municipio de Sica Sica. Dos marchistas fueron trasladados al hospital por problemas de salud. En redes sociales se convoca a voluntarios para ayudar a empujar las sillas de ruedas. Los marchistas portan banderas regionales y la tricolor nacional.
La caravana permanecerá tres días en Patacamaya antes de continuar su marcha hacia La Paz. Aprovecharán este tiempo para descansar y esperar a sus compañeros que se unirán a ellos desde diferentes puntos del país. El Gobierno ha acusado apoyo político a la movilización debido a las campañas realizadas para garantizar su seguridad por parte de la Alcaldía de La Paz. Llevan 25 días en movilización. Se espera que su número supere las 500 personas cuando se unan aquellos que realizaron vigilias en distintas regiones. El diálogo entre el Gobierno y la caravana de personas con discapacidad ha fracasado debido a diferencias en los temas a tratar. La caravana se ampliará con la incorporación de personas con discapacidad de La Paz y Pando, mientras que en Santa Cruz se unirán 34 personas. La caravana partió desde Cochabamba hace casi un mes. A lo largo de su recorrido han encontrado tanto apoyo como rechazo.
El monseñor Eugenio Scarpellini hizo un llamado a atender las demandas de las personas con discapacidad en lugar de gastar recursos en cosas menos importantes. En tanto el ministro de Gobierno, Carlos Romero, garantiza la seguridad de los manifestantes pero sospecha de motivos políticos  frente a la presencia de dirigentes políticos en la movilización. Alrededor de 600 personas con discapacidad han reiniciado su marcha hacia La Paz y consideran su pedido como «irrenunciable». Los manifestantes afirman que no están poniendo condiciones al diálogo y solo desean hablar con el presidente. El Gobierno propone invertir en programas y proyectos específicos para el sector como salud, educación y empleo. Mientras tanto, un grupo de personas con discapacidad ha reiniciado su marcha hacia La Paz en busca del bono, partiendo desde Patacamaya y esperando llegar a la sede de Gobierno la próxima semana.
Las personas con discapacidad llegaron a la población de Ayo Ayo. Se han unido más de 200 personas a la caravana que inició con 60 marchistas en Cochabamba y que ahora son más de 400. Se esperan más personas para unirse en las próximas horas. Se pide apoyo de la población en forma de donaciones de frazadas, carpas, medicamentos y agua. La ministra de Salud, Ariana Campero, reiteró la invitación al diálogo y destacó los esfuerzos del Gobierno en la atención a las personas con discapacidad. Sin embargo, el Gobierno reafirmó su rechazo al bono mensual solicitado. El diálogo entre ambas partes sigue estancado. Dos brigadas médicas también se desplazarán a Ayo Ayo para brindar atención a los participantes de la caravana. La movilización continúa su curso tras 29 días de marcha. La caravana está a 84 kilómetros de La Paz y planea llegar el lunes. Han soportado su tercera tormenta que dejó sus pertenencias empapadas, pero están decididos a continuar. La Defensoría del Pueblo y otras organizaciones están preparando la logística para recibir a la caravana en La Paz.
La Gobernación de Potosí presenta un proyecto de centro integral para discapacitados en Tarapaya. A su vez, el rector de la UMSA, Waldo Albarracín, se ofrece como mediador en el conflicto entre el Gobierno y las personas con discapacidad que marchan hacia La Paz. Mientras tanto, la ministra de Justicia, Virginia Velasco, acusa a las alcaldías de La Paz, El Alto y Cochabamba de obstaculizar el diálogo integral con el sector. La ministra de Salud, Ariana Campero, destacó la importancia de abordar la problemática de las personas con discapacidad desde una perspectiva integral en lugar de centrarse únicamente en una ayuda económica. Pero el sector movilizado enviará una carta al presidente Evo Morales para solicitar una audiencia y presentar sus demandas. Ellos rechazaron la carta del ministro de la Presidencia, Juan Ramón Quintana, que invitaba a reinstalar el diálogo. Se negaron a participar en un diálogo condicionado, ya que el Gobierno considera inviable el bono mensual de Bs 500.
La caravana de personas con discapacidad fue recibida con aplausos por los habitantes de El Alto después de completar 34 días de movilización. Cientos de personas se reunieron en La Ceja para dar la bienvenida a los manifestantes. Durante su recorrido, reciben apoyo de la ciudadanía y son escoltados por la Policía y los bomberos. Planean llegar a La Paz el lunes después de más de un mes de movilización. Dirigentes de la Confederación de Rentitas de Bolivia respaldan la protesta, la dirigencia del movimiento se reúne para definir su estrategia. Se estima que unos 500 marchistas continúan su camino hacia La Paz, mientras que una comisión se dirige a la ciudad para preparar la llegada de los manifestantes. Descansaron en el coliseo Héroes del Chaco y prepararon sus sillas de ruedas para llegar a la sede de gobierno. Planean ingresar a La Paz por la avenida Montes el lunes. El principal dirigente de Cobopdi anunció que no se irán sin el bono. Los manifestantes recibieron solidaridad de médicos de la UMSA y el Hospital Juan XXIII. La posibilidad de diálogo se diluye, ya que no han obtenido respuesta de las autoridades. Dos equipos médicos brindan atención en la vigilia. Los manifestantes argumentan que el bono actual no cubre sus necesidades y relatan sus experiencias para afrontar los gastos médicos y de subsistencia y los desafíos que enfrentan en su vida diaria.
El Gobierno asegura que no habrá represión policial y está dispuesto a negociar a través de una comisión ministerial. Los marchistas reafirman su determinación y esperan ser recibidos por el presidente. La plaza Murillo ha sido cercada para evitar su acceso al Palacio Quemado El ministro de Economía, Luis Arce, rechazó nuevamente la solicitud de las personas con discapacidad de un bono mensual de 500 bolivianos, argumentó que el sector de las personas con discapacidad ya cuenta con beneficios y que aprobar este aumento tendría un impacto negativo en la economía del país. Destacó que el Gobierno priorizará la estabilidad económica y el bienestar de todos los bolivianos. Para el dirigente César Ugarte los que no quieren solucionar este problema son los ministros.
Las personas con discapacidad se aferran al bono mensual como una esperanza para mejorar sus vidas. Cada marchista tiene su propia historia de dolor y dificultades, pero comparten el deseo de recibir el apoyo económico. Desde aquellos que dependen de la música para subsistir, como Marcos Yevara, hasta los jóvenes como Ana Lucía, cuyos sueños de estudiar se ven limitados por su condición. El presidente de la Confederación Nacional de las Personas con Discapacidad, David Cayo, también comparte su historia de superación. María Teresa Mamani, por su parte, marchó durante 35 días con muletas y lucha por mantener a sus hijos como lavandera en Potosí.

### La vigilia en Plaza Murillo
La caravana de personas con discapacidad llegó a La Paz, logrando parte de su objetivo pero sin obtener respuesta a su demanda de un bono mensual de Bs 500. La columna recibió el respaldo y aplausos de la ciudadanía en El Alto y La Paz, pero decidió evitar confrontaciones con la Policía y no ingresó a la plaza Murillo. El sacerdote jesuita Xabier Albó criticó al Gobierno por no atender la demanda del sector. La marcha se divide entre permanecer en la iglesia de San Francisco y los predios de la UMSA, donde tomarán decisiones.
El ministro de la Presidencia, Juan Ramón Quintana, convocó a una mesa de trabajo con las personas con discapacidad en el Fondo Nacional de Desarrollo Regional. La reunión contará con la presencia de ministros y se analizará la propuesta del gobierno. Se espera que los delegados de la marcha, compuesta por 15 personas, asistan a la reunión y consideren la respuesta oficial del gobierno a su demanda de un bono mensual de 500 bolivianos. La oposición se involucró en el debate sobre el bono mensual de 500 bolivianos para las personas con discapacidad. El líder de Unidad Nacional, Samuel Doria Medina, propuso que el gobierno destine los recursos de la publicidad estatal para triplicar el bono anual actual. Sin embargo, el representante de las personas con discapacidad pidió a los políticos mantenerse al margen de la marcha y evitar contaminarla.
El ministro Juan Ramón Quintana acusó a la dirigencia de tener conflictos internos. Por su parte, la dirigencia negó estas acusaciones y declaró que solo dialogarán con el presidente Evo Morales. Los ministros esperaron en vano y anunciaron que convocarán a grupos orgánicos que no se están movilizando. La ministra Ariana Campero informó que esta fue la decimoquinta convocatoria al diálogo sin éxito en el pago del bono de 500 bolivianos. La Confederación Nacional de Personas con Discapacidad ha decidido iniciar marchas en la sede de Gobierno hasta lograr su demanda de un bono mensual de 500 bolivianos. Los dirigentes expresaron su determinación de luchar por lo que consideran justo y criticaron la colocación de rejas en la Plaza Murillo. La plaza fue acordonada con barricadas y solo se permite el acceso a funcionarios y estudiantes. Los manifestantes esperan conocer las nuevas medidas de presión y planean presentar una denuncia internacional sobre la falta de atención a sus necesidades y la violación de sus derechos.
En pleno centro de La Paz, se produjo un enfrentamiento entre la Policía y los miembros de la caravana. Los manifestantes intentaron superar las barreras colocadas en las calles y custodiados por la policía antidisturbios, lo que provocó la reacción de la policía y el uso de agentes químicos, se ven en imágenes como la Policía utilizó gas pimienta contra los manifestantes, a pesar de la instrucción de no hacerlo. Muchos manifestantes se desmayaron y fueron atendidos por paramédicos tras la represión. El Gobierno atribuyó los disturbios a «personas encubiertas». El Viceministro de Régimen Interior y el Comandante General de la Policía negaron la gasificación y señalaron a los encapuchados como responsables. Mientras tanto, el representante de las personas con discapacidad, Marcelo Vásquez negó su relación con los encapuchados y criticó al Gobierno de tener dinero para el Rally Dakar, palacios y otros lujos pero no para el sector, también lamenta la violencia ya que ellos llegaron pacíficamente. El ministro de Gobierno reiteró la inviabilidad del bono mensual. El Defensor del Pueblo lamentó la acción policial y pidió la renuncia de quienes ordenaron el enrejado y la gasificación. El presidente de la Confederación de Personas con Discapacidad también exigió la renuncia de las autoridades responsables.
Durante la represión policial a la caravana en La Paz, el periodista Jesús Alanoca de El Deber fue detenido por efectivos de la UTOP. Mientras transmitía en vivo a través de Periscope, fue abordado por tres policías que intentaron amedrentarlo y exigirle que borrara las imágenes captadas. Después de 30 minutos, fue liberado gracias a la intervención del Ministerio de Gobierno y el comandante de la UTOP. El viceministro de Régimen Interior negó que el periodista estuviera debidamente identificado, pero el periodista afirmó que mostró su credencial en repetidas ocasiones. El incidente ha sido condenado por el Defensor del Pueblo y la Asociación Nacional de la Prensa. El presidente del Senado, José Alberto Gonzales, critica la agresión y detención del periodista Jesús Alanoca por parte de la Policía, afirmando que no es apropiado limitar las condiciones de trabajo de los periodistas. Gonzales, quien también fue periodista en el pasado, considera que estas restricciones no son correctas y no están bien.
El Gobierno inició un diálogo con las federaciones departamentales de personas con discapacidad que no se movilizaron, para discutir políticas sociales en beneficio del sector. Mientras tanto, el grupo que marchó desde Cochabamba hasta La Paz sigue en vigilia en las plazas Murillo y San Francisco, rechazando el diálogo debido a la consideración del Gobierno de que el pago de un bono mensual de 500 bolivianos es inviable. Se han instalado mesas de trabajo con la participación de varios ministros para abordar las demandas de las personas con discapacidad.
Durante un conversatorio en la Vicepresidencia, una estudiante cuestionó a Álvaro García Linera sobre la falta de un bono mensual de 500 bolivianos para las personas con discapacidad. La transmisión del evento por Bolivia TV fue interrumpida después de la pregunta. El vicepresidente explicó las limitaciones presupuestarias y sugirió que las entidades públicas podrían contratar a familiares de las personas con discapacidad para ayudar en su situación económica. Aclaró que solo los discapacitados graves o muy graves, que suman alrededor de 41.590 según el registro del Ministerio de Salud, serían elegibles para el bono, lo que representaría un costo de aproximadamente 249,5 millones de bolivianos al año.
Enrique Guzmán, un joven epiléptico y con problemas mentales, fue liberado por un juez luego de ser acusado de robo agravado y daños a la propiedad del Estado durante los incidentes ocurridos durante la marcha de las personas con discapacidad. El ministro de Gobierno, Carlos Romero, identificó a un presunto falso policía en la movilización y la bancada de diputados de Unidad Demócrata solicitó un informe oral sobre la represión y gasificación de los manifestantes. La Iglesia católica condenó la violencia policial hacia las personas con discapacidad y la Conferencia Episcopal Boliviana calificó el acto como una «falta de humanidad» y pidió un diálogo fraterno para abordar la situación. La ministra de Comunicación, Marianela Paco, calificó la postura de la Iglesia como «meramente politiquera». Por su parte, la ministra denunció que la movilización de las personas con discapacidad tiene móviles políticos y acusó a Samuel Doria Medina de buscar generar conflicto.
La ONU insta al Gobierno a dialogar con las personas con discapacidad movilizadas. El Alto Comisionado de Naciones Unidas para los Derechos Humanos exhorta al diálogo integral en áreas como salud, educación, trabajo y justicia. Mientras que el Gobierno pacta con dirigentes afines que no participaron en la marcha. Cinco ministros se reunieron con la dirigencia que no marchó y lograron algunos acuerdos. En educación, se acordó mejorar la calidad y pertinencia de la educación para personas con discapacidad, implementar educación técnica en centros especializados, crear escuelas para padres de personas con discapacidad y adoptar la metodología de educación en casa. En vivienda, se prometió la construcción de casas para este grupo. En salud, se establecerán políticas especiales y se crearán unidades especializadas en hospitales. Se plantea la posibilidad de otorgar un beneficio económico escalonado a personas con discapacidad graves. El grupo movilizado no obtuvo resultados. El Gobierno lamenta la falta de disposición del grupo movilizado para dialogar.
La jornada se vio empañada por actos violentos. Los manifestantes intentaron derribar las estructuras de seguridad con sogas y muletas, desencadenando enfrentamientos con la policía. Durante la confrontación, un manifestante resultó herido y se vivieron momentos de caos y tensión. A pesar de sus intentos, no lograron superar las barreras de seguridad. El incidente también involucró a un policía infiltrado. Al finalizar la jornada, se registraron detenciones de estudiantes universitarios acusados de incitar a los manifestantes y causar daños. El fotógrafo de Página Siete, Álvaro Valero fue golpeado por un funcionario público del INRA cuando intentaba hacer fotos panorámicas desde ese edificio. El agresor intentó arrebatarle la cámara fotográfica y, al encontrar resistencia, lo golpeó en el rostro y la cabeza. Esta agresión se suma a la retención violenta del periodista Jesús Alanoca hace dos días. La intersección entre las calles Junín e Indaburo, cerca de la plaza Murillo, se ha convertido en un escenario de tensión constante durante las protestas de las personas con discapacidad. Durante los enfrentamientos, un joven resultó herido con alambre y dos personas con discapacidad fueron detenidas. El ministerio de gobierno denunció a Johnny Daniel Hurtado Antelo como falso policía e infiltrado, sin embargo el tiene su carnet de discapacidad otorgado por el Estado Plurinacional, es sordo y fue parte de las vigilias en Cochabamba.
La diputada Shirley Franco de Unidad Demócrata criticó al Gobierno por gastar 18 millones de bolivianos en transmisiones televisivas de los actos del presidente Evo Morales. Franco argumentó que ese dinero debería destinarse al pago de la renta mensual de las personas con discapacidad. El oficialista Víctor Borda defendió las transmisiones, afirmando que es importante mantener al pueblo informado de los cambios en el país. La Fiscalía solicitará medidas sustitutivas en lugar de la detención preventiva para los estudiantes universitarios Stefano Barriga, Luciano Gonzales y Marcelo Párraga de la UMSA. Los jóvenes fueron detenidos por la Policía debido a su presunta participación en actos de violencia durante la vigilia de las personas con discapacidad cerca del Palacio de Gobierno. El fiscal Ronald Mardoñez explicó que se les acusa de destrucción de bienes del Estado e instigación pública a delinquir, pero se busca evitar una criminalización innecesaria.

#### Mayo
Los estudiantes de Sociología han sido liberados provisionalmente. La jueza dictaminó medidas sustitutivas a la detención preventiva. Su defensa planea apelar, argumentando que estaban realizando tareas humanitarias para ayudar a las personas con discapacidad.
Se anuncian medidas de protesta más radicales, como colgarse de puentes a nivel nacional. Se encuentran en La Paz hace ocho días y continúan sin ser recibidos por el presidente. Preparan cartas y acciones adicionales para presionar por sus demandas, Las personas con discapacidad que se encuentran en vigilia en La Paz radicalizan sus medidas de presión al escribir con su propia sangre el mensaje «Renta o muerte». Aunque el Gobierno les envió una carta detallando acuerdos con otro sector considerado «afín», los manifestantes rechazan la invitación y exigen dialogar directamente. Critican la división y acusan a los representantes del otro sector de tener vínculos con el oficialismo. El gobierno firmó un acuerdo de 42 puntos con el sector no movilizado, el dirigente David Cayo afirma que ese grupo no los representa, y que radicalizarán sus pedidos. Se colgaron en puentes de La Paz, Cochabamba y Sucre, mientras el Ejecutivo descarta el diálogo y denuncia el maltrato a los policías. El viceministro de Coordinación con los Movimientos Sociales, Alfredo Rada, pide que se cumplan los acuerdos alcanzados con otro grupo de personas con discapacidad. solicitaron la intervención del papa Francisco en el conflicto con el Gobierno, enviando una carta a través de la Conferencia Episcopal de Bolivia. El presidente de la Federación de Personas con Discapacidad de La Paz anunció que en caso de mantenerse la negativa al pago del bono mensual, solicitarán un referéndum revocatorio contra el presidente Evo Morales y revisarán la ley 226.
La Iglesia católica de Bolivia hace un llamado a deponer las actitudes intransigentes y buscar soluciones en el conflicto con las personas con discapacidad. El secretario general de la Conferencia Episcopal Boliviana destaca la necesidad de dialogar y muestra preocupación por la situación de marginamiento que enfrentan las personas con discapacidad. Además, se informa que los discapacitados amenazan con crucificar a sus hijos como medida de protesta. Las personas con discapacidad que llevan 10 días de vigilia en La Paz están dispuestas a aceptar un bono menor a los 500 bolivianos que exigían originalmente. Están abiertos a negociar y sentarse a dialogar con el Gobierno. Han enviado una carta al presidente Evo Morales solicitando audiencia y planean realizar una marcha nacional. El Defensor del Pueblo pide a las autoridades no burlarse del grupo y reconocer sus necesidades. Se vivieron momentos de tensión, la protesta ha recibido el respaldo de otras organizaciones sociales. Se esperan medidas más extremas por parte de las vigilias instaladas en diferentes ciudades el próximo lunes. El viceministro de Vivienda, Bonny Morales, ha afirmado en una entrevista que el Gobierno cuenta con los fondos necesarios para construir 920 viviendas para personas con discapacidad este año. Aunque no se menciona el monto exacto, se garantiza que los recursos están asegurados para cumplir con este compromiso dentro del acuerdo firmado con el sector discapacitado que no se movilizó.
El presidente Evo Morales anunció una garantía de 16,5 millones de bolivianos para la construcción de un centro multisectorial para personas con discapacidad en Trinidad, Beni. El centro, ubicado en la zona de Chetequije, abarcará cuatro hectáreas e incluirá áreas administrativas, terapia ocupacional, gimnasio, talleres, comedor, aulas pedagógicas y auditorio. Las autoridades fueron instadas a encontrar una empresa adecuada para evitar retrasos en la construcción. La Gobernación de Santa Cruz valora a las personas con discapacidad, con el 4,6% de sus empleados teniendo algún problema físico. Además, se ha establecido la Dirección de Personas con Discapacidad para ejecutar proyectos y brindar oportunidades laborales, reconociendo la importancia de darles la oportunidad de trabajo y concienciar a la ciudadanía al respecto. Muchas personas con discapacidad se ven obligadas a buscar empleo en las calles para sobrevivir día a día, denuncian la falta de cumplimiento de la cuota del 4% de empleados con discapacidad en las empresas. A pesar de las dificultades, algunos logran encontrar trabajo ocasional vendiendo productos en las calles. Además de la demanda económica, buscan sensibilizar a la sociedad y a las autoridades sobre sus capacidades y su potencial laboral. Después de una movilización, decidieron colgarse en el puente de la avenida Pérez Velasco en sus sillas de ruedas e incluso anunciaron crucifixiones.
El Gobierno de Bolivia descartó la convocatoria al diálogo realizada por las personas con discapacidad. El anuncio se produjo el mismo día en que el vicepresidente Álvaro García Linera destacó la importancia de tratar con respeto y cariño a las personas con discapacidad. Se mencionó que el 45% de los recursos destinados a mejorar la vida de las personas con discapacidad fueron revertidos al Tesoro General de la Nación. El grupo de personas con discapacidad que se encuentra en La Paz tuvo un enfrentamiento con la policía cuando intentaron romper el cerco en la plaza Murillo. Golpearon las vallas metálicas y se produjeron empujones en varios puntos. Mientras tanto, el líder del sector, David Cayo, regresó a Cochabamba por problemas de salud y para realizarse estudios médicos. Las protestas continúan.
Un grupo de personas con discapacidad movilizado firmó un acuerdo con el Gobierno centrado en la generación de empleos, mientras que el resto del sector lo rechaza. El acuerdo no incluye el bono de Bs 500 que demandan los manifestantes en la plaza Murillo. El documento establece la incorporación de personas con discapacidad en los ministerios de Estado, capacitación laboral, proyectos productivos y apoyo a una Ley de inserción laboral. Algunos manifestantes rechazaron el acuerdo y exigieron el bono. En medio de las protestas, el presidente Evo Morales entregó equipos de fisioterapia y rehabilitación a personas con discapacidad en San Antonio.
La ministra de Salud, Ariana Campero, confirmó que el Gobierno no otorgará el bono mensual exigido por un grupo de discapacitados y descartó futuros diálogos sobre ese tema, denunció la agresividad y falta de respeto del grupo durante el encuentro. La protesta entra en su tercera semana sin una solución a la vista. El Gobierno convocó a un «diálogo nacional» con personas con discapacidad para discutir la inserción laboral. Sin embargo, los dirigentes de la protesta denuncian que las ofertas de empleo son contratos de un año y consideran que no son viables.
El Gobierno de Bolivia ha incorporado a unas 500 personas con discapacidad al sector laboral, ofreciéndoles capacitación y un sueldo mensual de Bs 1.805. El presidente Evo Morales entregó los memorándums de designación a los beneficiarios. Algunos dirigentes del sector de discapacitados han llamado a rebajar el monto mensual exigido de Bs 500 y han expresado interés en analizar las propuestas del Gobierno para garantizar su empleo. Se espera que se implementen sanciones y se aborden vacíos legales en la ley propuesta por el Gobierno. El representante de las personas con discapacidad que firmó con el gobierno, Daniel Encinas, pidió al sector movilizado no dejarse engañar con  políticos trasnochados. El nuevo defensor del pueblo, David Tezanos Pinto, durante una reunión con la dirigencia de las personas con discapacidad, respaldó su demanda de una renta mensual de Bs 500, aunque enfatizó la necesidad de que el monto sea sostenible para el Estado. Un grupo de personas con discapacidad y sus familiares protestaron en un puesto de peaje en la ruta a Montero, en Santa Cruz, exigiendo atención a sus demandas, mientras el presidente Evo Morales inauguraba un centro de rehabilitación en esa localidad. Interrumpieron el tráfico temporalmente y se mantuvieron vigilantes para evitar el pago de peaje. Por otro lado, en La Paz, las personas con discapacidad en vigilia llevaron a cabo una medida pacífica en El Prado para sensibilizar a la población sobre sus demandas. Su objetivo era hacerse visibles y transmitir su mensaje sin perjudicar el tráfico.
Las personas que se encuentran en vigilia en La Paz se encadenaron en las puertas del Ministerio de Justicia mientras uno de sus dirigentes firmaba un acuerdo separado con el Gobierno. Un dirigente fue retenido y atado de manos a un poste por sus compañeros en protesta por el acuerdo. Los manifestantes siguen acampados cerca del Ministerio de Justicia. Las personas con discapacidad amenazaron con bloquear la entrada folclórica del Gran Poder en La Paz mientras buscan diálogo con el Gobierno para exigir el pago de un bono mensual.
Cuatro grupos, incluyendo a las personas con discapacidad, realizaron marchas en La Paz para protestar contra el Gobierno, dejando a la ciudad convulsionada. La plaza Murillo está bajo custodia policial mientras las marchas ocurren en diferentes áreas de la ciudad.

La empresa estatal de transporte por cable 'Mi Teleférico' contrató a seis personas con discapacidad, en cumplimiento de la Ley de Personas con Discapacidad. Mientras tanto, otro grupo de personas con discapacidad protestó en el Ministerio de Comunicación, exigiendo el pago de un bono mensual y criticando el gasto en propaganda gubernamental. La dirigente de Mujeres Creando también expresó su opinión sobre la situación y la atención del presidente Evo Morales, quien debería atender al sector en vez de viajar por el mundo. Además dejaron una serie de muletas en la puerta del Ministerio de Comunicación pidiendo mayor empatía a la Ministra Paco. 

«Un mal gobierno necesita excesiva propaganda, un buen gobierno no la necesita» - Mujeres Creando
Varios manifestantes con discapacidad intentaron ingresar a la plaza Murillo en un enfrentamiento con la Policía, resultando en ocho detenidos y diez personas heridas, incluyendo a un policía. Durante la confrontación, se utilizaron los tanques Neptuno y se reportaron agresiones por parte de los manifestantes, quienes arrojaron piedras, sustancias corrosivas a los agentes en incluso armas cortopunzantes. Brigadas médicas atendieron a los heridos en el lugar. En esta jornada los marchistas trataron de bajar con un garfio las vallas que impiden el acceso a la plaza Murillo. Decenas de policías subieron por la calle en la que se encontraban, los anularon haciéndoles caer de sus sillas de ruedas, los levantaban del piso y los tiraban hacia los costados, y el agua tenía cloro que se notó en la ropa desteñida. Aún así las personas con discapacidad se quedaron hasta el atardecer intentando entrar a la plaza Murillo.
Según el gobierno los detenidos no tienen discapacidad, e incluso afirmaron que una de ellas se la detuvo por «su estado de histeria». En un video que se difundió mediante redes sociales se ve a Defensor del Pueblo, David Tezanos, entregando dinero en la terminal de buses de La Paz, a varias personas con discapacidad para que regresen a sus ciudades.
Un grupo de personas con discapacidad montó una vigilia en El Alto exigiendo la liberación de seis compañeros detenidos durante un enfrentamiento con la policía en su intento por ingresar a la Plaza Murillo. Los detenidos enfrentan cargos de destrucción a los bienes del Estado. El asesor jurídico de la Confederación Boliviana de Personas con Discapacidad confirmó la detención y anunció que la vigilia continuará hasta que sean liberados. La policía informó que siete agentes resultaron heridos durante el incidente. Alfredo Rada, viceministro de Coordinación con Movimientos Sociales aseveró que los fines de la protesta son para desestabilizar al gobierno en manos de una minoría intransigente. Finalmente los detenidos fueron fueron liberados después de más de 48 horas de detención. Entre los liberados se encuentra Tatiana Yosef, madre de una niña de 22 meses. El juzgado ordenó la libertad pura para cuatro personas y medidas sustitutivas a la detención para otras dos.

#### Junio
Personas con discapacidad realizaron una protesta desnuda en La Paz exigiendo un bono mensual y esperando una respuesta del presidente Evo Morales. Están dispuestas a reducir su demanda a 350 bolivianos bajo la condición de fortalecer programas de trabajo y atención médica en todo el país. Aunque enviaron una carta al presidente, aún no han recibido una respuesta oficial. Han intentado bajar en marcha desde la autopista, pero la policía se lo impidió y continúan su vigilia cerca de la plaza Murillo bajo resguardo policial. La vigilia ya tiene 39 días.
El Ministerio de Gobierno acusa a las personas con discapacidad de «autogasificarse» durante un enfrentamiento con la policía en La Paz. El gobierno presentó un video que muestra a una persona en silla de ruedas lanzando una granada de gas lacrimógeno a los uniformados. Acusaron a Rubén Jara Laime de ser el autor, sin embargo, los representantes de las personas con discapacidad afirman que esas granadas fueron lanzadas por la policía, alegan que la granada ya estaba dañada y llegó a su mano. La policía afirma que los manifestantes intentaron bloquear la autopista y se replegó ante los gases lacrimógenos. Esto ocurrió en la plaza Riosinho cuando se vieron rodeados por la policía. Una persona con discapacidad intelectual fue llevada al Hospital General, los manifestantes denuncian que gente desconocida se acerca a sacarles fotos constantemente y posterior a eso inician los ataques de la policía. El defensor del pueblo afirmó que la policía debería usar el mínimo de violencia en estos casos. El comandante general de Policía, Edgar Tellez afirmó que denunciaría a una de las personas con discapacidad por el uso del gas lacrimógeno.
Cuatro periodistas de las redes televisivas ATB y RTP fueron agredidos por supuestos funcionarios de Inteligencia. Las agresiones incluyeron golpes en el hombro, patadas en el suelo y puñetazos en la cámara y el ojo de los periodistas. Un hombre no identificado también agredió a uno de los periodistas cuando fue increpado. Los incidentes ocurrieron durante la cobertura de un enfrentamiento y la gasificación.
Las donaciones de frazadas, colchas y ropa a las personas con discapacidad en La Paz se distribuyen al azar para evitar conflictos entre los manifestantes. Los nombres de los marchistas se colocan en papeles y se sortea quién recibirá cada donación. A pesar de recibir ayuda, la escasez de colchas, ropa y alimentos preocupa a los manifestantes, quienes hacen lo posible para pasar el tiempo con música y juegos de cartas. La ministra de Justicia, Virginia Velasco, menciona que reciben «financiamiento», pero no especifica su origen, mientras denuncia que los manifestantes consumen refrescos y pollo, considerando que no es barato. Personas con discapacidad marcharon llevando flores como símbolo de paz para evitar confrontaciones con la policía. En Cochabamba, amenazaron con enterrarse vivos como medida extrema si el Gobierno no atiende sus demandas. El Gobierno acusó a los manifestantes de herir a siete policías, mientras que los manifestantes buscan un diálogo pacífico y esperan que se cumpla el acuerdo de 42 puntos suscrito en abril. Ese día se firmó un acuerdo entre la COB y el sector movilizado de las personas con discapacidad.
Dos mujeres con discapacidad que participaban en una vigilia fueron presuntamente abusadas sexualmente en la vigilia. Willy Góngora, exjefe de seguridad del grupo, presentó la denuncia y solicitó la detención de los acusados. Jorge Flores, dirigente de La Paz, confirmó la existencia de la denuncia. Juan R. C., una persona con discapacidad motora, ha sido detenida en La Paz por la presunta violación de una de sus compañeras. La víctima, que también es una marchista con discapacidad múltiple, presentó una denuncia de violencia sexual. Se alega que existen otras víctimas de violación que no han sido atendidas por las autoridades. El acusado ha sido enviada a la cárcel de San Pedro con detención preventiva. El hecho habría ocurrido el 7 de junio. La representación de las personas con discapacidad afirma que esto es una estrategia para desprestigiar su protesta.
El asesor y exdirigente de las personas con discapacidad, Camilo Bianchi, abandonó su casa en Pando decidió buscar asilo en Brasil debido a la persecución que asegura sufrir por parte de personas afines al ministro de la Presidencia, Juan Ramón Quintana, y se refugió en Epitaciolandia, junto a su familia. Bianchi participó de las movilizaciones de 2012 del sector y estuvo asesorando a la caravana este 2016. Propone que las personas con discapacidad severa reciban un sueldo básico nacional y se realice un estudio para establecer un bono de 500 bolivianos para el resto de los discapacitados. El presidente Evo Morales fue sometido a una cirugía de rodilla en Cochabamba y las personas con discapacidad protestaron frente a la clínica Los Olivos donde se atendía. La Policía los desalojó para evitar obstrucciones y perturbaciones a los pacientes en recuperación. Los manifestantes pidieron una audiencia con el mandatario para discutir sus demandas. El Ministro de Trabajo, Gonzalo Trigoso, invitó a las personas con discapacidad a una reunión para discutir sobre fuentes laborales.
Personas con discapacidad presentaron una queja formal por la violación a sus derechos humanos ante la Asamblea Permanente de Derechos Humanos de La Paz. Los dirigentes se reunieron con los miembros de esta instancia para presentar un manifiesto y denunciar los abusos sufridos por parte de la policía. La Asamblea se comprometió a elevar la queja a instancias internacionales para buscar una respuesta. Los representantes de las personas con discapacidad expresaron su desconfianza en el Defensor del Pueblo y responsabilizaron a varios ministros por postergar una solución al conflicto.
Dos jóvenes en estado de ebriedad que conducían con exceso de velocidad atropellaron y mataron a dos personas con discapacidad que bloqueaban una avenida en Cochabamba. El accidente ocurrió en la madrugada. Joaquín Quiroz Castro (38) y Ángélica Peñaloza Mollo (50), perdieron la vida y cinco personas resultaron gravemente heridas. Joaquín dejó a su esposa e hijo con la promesa de regresar por la mañana, pero encontró la muerte en la vigilia. Ángélica luchaba por su hijo con autismo y esperaba un bono mensual para mejorar su situación económica. Naeli Peñaloza (11) se encuentra en una situación crítica después de perder a su madre en el accidente. Sufrió graves lesiones en las piernas y necesita una operación con implante de platino. Está internada en el centro médico Germán Urquidi y no se sabe quién se hará cargo de ella. El dirigente David Cayo ofreció cuidarla si la justicia lo permite, mientras que los marchistas solicitan ayuda económica para su tratamiento.
Uno de los cuerpos será velado cerca del lugar del incidente, a pocos metros de donde Evo Morales se encuentra recuperándose de su cirugía de rodilla. La conductora, Carla Fabiana A.A., de 21 años, estaba en estado de embriaguez plena con 1,4 grados de alcohol en la sangre cuando pasó el accidente. Fue aprehendida y enviada a prisión preventiva en la cárcel de San Sebastián y puesta a disposición del Ministerio Público bajo el cargo de  «homicidio en accidente de tránsito con el agravante del consumo de bebidas alcohólicas». El incidente ocurrió cuando su vehículo chocó contra un turril y conos de señalización antes de arrollar a las víctimas. Los líderes del grupo exigen una sentencia de 30 años de prisión aunque la tipificación del delito puede llevar a una pena de entre 3 y 8 años por homicidio en accidente de tránsito con agravantes. Alega no recordar el suceso y su familia está destrozada. Sus compañeros anunciaron que retomarán las medidas de presión para conseguir su demanda de un bono mensual de 500 bolivianos y aseguraron que seguirán movilizados hasta ser escuchados. En La Paz, también se realizaron entierros simbólicos y se retomaron las protestas.
Tras la trágica muerte se ha reavivado el conflicto entre el Gobierno y el sector. Los dirigentes acusan a la Policía por la tragedia, mientras que la Ministra de Comunicación, Marianela Paco, los tilda de intransigentes y de recibir apoyo financiero de alcaldías opositoras. En La Paz, el ministro de Trabajo llamó a dialogar para evitar más riesgos.
En la misa del Jubileo de los enfermos en la plaza de San Pedro, el papa Francisco defendió a las personas con discapacidad y denunció su marginalización en la sociedad contemporánea. El papa criticó la visión negativa y la exclusión de las personas enfermas y discapacitadas
Tres grupos de manifestantes, incluyendo personas con discapacidad, gremialistas y trabajadores fabriles, han cercado al Gobierno con sus respectivas demandas en las inmediaciones del Palacio de Gobierno en Bolivia. Los fabriles se unirán a la marcha y protesta de los gremialistas, mientras que las personas con discapacidad continúan su movilización desde marzo. La situación ha llevado al cierre de la plaza Murillo, donde se encuentra el Palacio de Gobierno. Los manifestantes exigen respuestas y cambios por parte del Ejecutivo.
Al menos el 40% de las personas con discapacidad que se encuentran en vigilia en la ciudad de La Paz están presentando síntomas de resfriado. Además, están experimentando problemas gástricos debido a la falta de una alimentación adecuada. El personal de salud del Colegio Médico de La Paz ha solicitado a la población que brinde su solidaridad a los manifestantes, proporcionándoles ropa abrigada, frazadas, medicamentos para el resfriado, cereales, frutas y verduras. La falta de condiciones adecuadas en las carpas donde duermen y la dieta poco balanceada han contribuido a la propagación de infecciones respiratorias, como bronquitis aguda, laringitis y faringoamigdalitis. También se destaca la necesidad de alimentos ricos en vitaminas y minerales, como vitamina A, vitamina C, cereales, quinua, trigo, legumbres, leche y carne.
La Central Obrera Boliviana (COB) ratifica un paro de 72 horas en apoyo a los trabajadores de Enatex y no descarta dialogar con el presidente Evo Morales. También se intercederá por las demandas de las personas con discapacidad y se considera la participación de los gremiales en las movilizaciones. El sector privado ha observado un impacto reducido durante los paros anteriores. Bajo la consigna «Para el Gobierno somos basura», las personas con discapacidad continúan su marcha en La Paz exigiendo un bono mensual. Después de más de dos meses de protesta, el Defensor del Pueblo busca mediar en el conflicto, mientras los marchistas permanecen cerca de la plaza Murillo. El Gobierno ha ratificado su postura de inviabilidad del beneficio, lo que ha llevado a los manifestantes a exigir al menos alguna forma de apoyo para aquellos con discapacidades graves y muy graves. Además, confirman su participación en la huelga de 72 horas convocada por la COB.
Un grupo de nueve personas con discapacidad ha iniciado una huelga de hambre en las instalaciones de la Asamblea Permanente de Derechos Humanos de Bolivia en La Paz. Llevan casi 70 días demandando un bono mensual. Además, se unieron a las protestas de los trabajadores de la COB y bloquearon el acceso a la autopista entre La Paz y El Alto. Los manifestantes afirman que no comerán y dejarán de tomar su medicación hasta que su pedido sea atendido. Aproximadamente 50 integrantes de la caravana permanecen en carpas cerca de la plaza Murillo, esperando una convocatoria al diálogo por parte del presidente Evo Morales.

#### Julio
Un grupo de personas con discapacidad fue detenido y cercado cuando intentaban unirse a las protestas y bloqueos de la Central Obrera Boliviana (COB) en La Paz. Mientras la policía rodeaba la vigilia de los marchistas, varios de sus compañeros fueron remitidos a dependencias policiales por intentar bloquear el paso vehicular en el puente de la Cervecería. El presidente Evo Morales criticó el uso de las personas con discapacidad como «escudos» por parte de los trabajadores.
El Ministerio Público ha imputado a cuatro personas que formaban parte de la caravana de personas con discapacidad en La Paz, acusándolas de agredir a varios policías de la UTOP durante una protesta. Sin embargo, el abogado de la Confederación de Personas con Discapacidad afirmó que no corresponde la detención preventiva para estos casos. Una menor de edad que también fue detenida por haber mordido a un policía ha sido liberada. Según las denuncias, estas personas lanzaron piedras y objetos punzocortantes a los efectivos policiales. Se aclara que los detenidos son familiares y personas que apoyan a los discapacitados movilizados en la ciudad. Sin embargo, los manifestantes denunciaron acoso y restricciones a su libre tránsito. Las detenciones ocurrieron en medio de un ambiente marcado por la violencia. Los detenidos, incluyendo una menor de edad y una persona con discapacidad auditiva, fueron identificados como familiares y personas que apoyan al sector. Mientras tanto, activistas de Mujeres Creando entregaron una carta al presidente Morales exigiendo explicaciones sobre la falta del bono. Otro grupo de personas con discapacidad protestó cerca de la Fiscalía para exigir la liberación de los líderes detenidos.  Los dirigentes liberados son Fanny Mendoza, Juana Ulo, Filiberto López y Rubén Mamani. Un juez determinó que el Ministerio Público carecía de pruebas suficientes.
La efemérides por el día de La Paz el 16 de julio, se ve en duda por el corte de las personas con discapacidad y por las marchas de la COB.
Las personas con discapacidad retienen a un policía infiltrado que se hacía pasar por periodista, también afirmaron que el caso de violación fue un intento de desmovilización del sector. Denuncian complot del gobierno para terminar con su protesta, ya que gente desconocida cortó cuatro carpas. El viceministro de Gobierno, Carlos Aparicio, lo negó. Mientras tanto el abogado de los dirigentes que están en huelga de hambre y fueron citados, pide cambiar la fecha por su delicado estado de salud. Tras 11 días de huelga de hambre hay cinco bajas. Álex Vásquez y Samuel Cabrera fueron citados por presunto robo al infiltrado de la UTOP, los dirigentes afirman que nunca tocaron al policía.
El Ministro de Trabajo, Gonzalo Trigoso, y el dirigente de La Paz, Jorge Flores, negaron haberse reunido a pesar de ser vistos entrando y saliendo de las oficinas estatales. Trigoso afirmó que estaba en el Ministerio de Trabajo por asuntos relacionados con su trabajo, mientras que Flores alegó que solo estaba pasando por el lugar y recibió amenazas de muerte, lo que lo hizo alejarse rápidamente. Flores también mencionó el descontento de los afiliados a la Federación Departamental de La Paz y la posibilidad de separarse de la vigilia y abandonar las movilizaciones. Además, acusó a los movilizados de otros departamentos de maltratos y abusos hacia el sector de La Paz.
Instan a las personas con discapacidad a trasladar su vigilia de la plaza Murillo a una cuadra de distancia, para permitir los actos conmemorativos del 16 de julio. Los representantes de este sector se reúnen con el Defensor del Pueblo en busca de una solución a su demanda de un bono mensual. El presidente Evo Morales acusa a la Alcaldía de La Paz de financiar la protesta. El conflicto lleva casi 150 días y dos dirigentes deben declarar por retener a un «infiltrado». El Alcalde de La Paz, Luis Revilla mandó una carta al Presidente para que haga un censo a la población con discapacidad y así contar con datos fidedignos de la situación de este sector.
La Policía ha retirado las rejas en la plaza Murillo después de 78 días, permitiendo la circulación y el tráfico vehicular. El Gobierno y la Federación de Personas con Discapacidad de La Paz han llegado a un acuerdo para levantar la vigilia cerca del Palacio de Gobierno y se unirá a los 42 puntos de atención acordados con otro sector, se espera que ponga fin al conflicto que ha durado más de 120 días. El presidente Evo Morales informó que solo la calle Junín mantiene las rejas, ya que un grupo decidió permanecer en vigilia. La decisión fue tomada en una reunión con ministros en la residencia de San Jorge debido a la proximidad del tradicional desfile por las fiestas julias. Sin embargo, los efectivos policiales permanecen en las esquinas como medida preventiva para evitar el ingreso de movimientos que buscan la renuncia del presidente, lo que el mandatario interpreta como un «golpe de estado». El Gobierno ordenó el cierre con rejas el 27 de abril después de la llegada de la caravana de personas con discapacidad a La Paz. Los dirigentes informaron que el retiro será voluntario. El gobierno y representantes de las personas con discapacidad retomarán para resolver el conflicto. Aún no se ha definido el lugar de la reunión. Ambos sectores muestran predisposición para llegar a un acuerdo. La vigilia cerca de la plaza Murillo continúa en curso. La cita contará con la presencia de varios ministros del Gobierno. Aunque hubo anuncios de abandono de la vigilia, la dirigente Rosemery Guarita descartó que esto suceda. La Policía mantiene un cerco en un acceso a la plaza Murillo, mientras que otras vías están liberadas.
El alcalde Luis Revilla ha respondido a las acusaciones del presidente Evo Morales sobre el supuesto financiamiento de la protesta de las personas con discapacidad. Revilla ha negado cualquier apoyo económico por parte del municipio y ha destacado la solidaridad de los paceños con el sector. Ha enfatizado que el municipio ha brindado apoyo logístico y médico, pero sin financiamiento monetario. Revilla ha asegurado que no tiene intención de dañar la imagen del Gobierno ni de Morales, y ha recordado la relación cordial entre el presidente y el pueblo paceño en otras ocasiones. Las personas con discapacidad sostuvieron una breve reunión con el ministro de Trabajo antes de dirigirse a la Defensoría del Pueblo en busca de un cese de la «persecución política». El conflicto se ve obstaculizado por los procesos judiciales contra dos líderes del sector. Los marchistas están dispuestos a aceptar los 42 puntos de acuerdo existentes con el sector que no marchó. Mientras tanto, un grupo más pequeño de personas con discapacidad se encuentra en espera en La Paz.
Las personas con discapacidad han decidido mantener su vigilia en la ciudad de La Paz y suspender la huelga de hambre que algunos de ellos llevaban a cabo. La dirigente Rosemery Guarita informó que, en una reunión con las bases de la vigilia, se acordó mantener la presión hasta que el Gobierno atienda su exigencia. Aunque han llegado a un acuerdo con el Defensor del Pueblo para levantar las carpas, la vigilia continuará según la decisión de las bases.
Las personas con discapacidad en La Paz consideran que aunque han perdido una batalla en su demanda de un bono de 500 bolivianos, no han perdido la guerra. Aunque aún no han fijado una fecha para abandonar su vigilia en la calle Junín, insisten en que no se irán hasta que se logren garantías para los manifestantes. Antes de partir, buscan obtener un acuerdo de no persecución judicial para los dirigentes acusados de diversos delitos, como la liberación de J.R. del penal de San Pedro. Además, solicitan la colaboración de la población para financiar los pasajes de regreso.
A pesar de los anuncios diarios sobre su partida, el campamento sigue en pie, ya que están en proceso de acuerdos con el Defensor del Pueblo. Siguen buscando respuestas sobre el bono y están comprometidos en continuar la lucha. Cerca del campamento, en la plazuela del Teatro Municipal, se llevan a cabo reuniones al aire libre y los niños con discapacidad juegan mientras las madres realizan tareas domésticas. Planean hacer un informe detallado y una conferencia de prensa antes de despedirse de los residentes de La Paz. A pesar de no haber logrado su objetivo, consideran que han generado conciencia en el Gobierno y han recibido muestras de apoyo de la población. Los miembros de la caravana, desalentados pero decididos, están organizando su regreso a sus respectivas regiones. Lamentan el trato recibido por parte del Gobierno y la falta de diálogo con el presidente Evo Morales, así como la falta de apoyo de la Central Obrera Boliviana.
En total el gobierno llamó 16 veces a diálogo con el sector.
Un grupo de voluntarios que apoyó las movilizaciones de las personas con discapacidad organizó un evento llamado «Ponte en mis zapatos, aunque no tenga pies» para recaudar fondos y permitir que los miembros de este sector regresen a sus regiones. El evento consistirá en un espectáculo artístico que se llevará a cabo en la plaza de San Francisco, con el objetivo de recaudar al menos 100,000 bolivianos. Los organizadores buscan brindar a las personas con discapacidad al menos una vez el monto de 500 bolivianos que vinieron a buscar a La Paz. Aunque no pueden ofrecer esto mensualmente, esperan que este gesto demuestre su apoyo y admiración hacia el sector de discapacitados que luchó durante estos meses.
Las madres de niños discapacitados se reunieron con el Defensor del Pueblo para solicitar su mediación y obtener algún beneficio para sus hijos. Estas madres enfrentan dificultades adicionales, ya que además de trabajar para mantener a sus familias, deben costear los gastos médicos y de cuidado de sus hijos discapacitados, quienes requieren atención constante. Muchas de ellas son madres solteras y abandonaron sus empleos para unirse a las movilizaciones en busca de una renta mensual de 500 bolivianos, pero no lograron obtenerlo. Durante las protestas, algunas madres fueron agredidas junto con sus hijos por la policía. Estas madres buscan el apoyo de las autoridades para mejorar su situación de indefensión y obtener el apoyo necesario para cuidar y atender a sus hijos con discapacidad.
La asesina de dos personas con discapacidad que hacían vigilia en Cochabamba ha sido otorgada detención domiciliaria por un juez. Durante la audiencia, se informó que la imputada ha llegado a acuerdos con las víctimas, incluyendo el pago de gastos funerarios y compensaciones económicas. El juez ordenó que Carla Fabiana cumpla con varias medidas, incluyendo el pago de una fianza de 10.000 bolivianos y el arraigo, y permanezca detenida en su domicilio.
La campaña de despedida y agradecimiento de las personas con discapacidad en La Paz logró recaudar 21.000 bolivianos. Agradecieron a la población paceña por su apoyo con ropa, víveres y fondos económicos. Anunciaron que el viernes 29 de julio dejarán la ciudad después de tres meses de protesta en busca de un bono mensual de 500 bolivianos. La dirigente Rosemery Guarita expresó su agradecimiento al pueblo paceño por su apoyo y contribución, que les permitirá regresar a sus vidas normales en sus respectivas regiones. El dinero recaudado será distribuido entre los miembros de la vigilia. Además, la Iglesia Católica decidió brindar apoyo proporcionando los pasajes para sus viajes de regreso. Guarita afirmó que no han perdido la batalla y que seguirán haciendo seguimiento al proyecto de ley presentado a la Asamblea para lograr el bono mensual que demandan.
En una carta de despedida las personas con discapacidad que han estado movilizadas en Bolivia durante seis meses en busca de un bono mensual y mejores condiciones de vida, expresan su decepción por la falta de atención del gobierno y su sensación de invisibilidad en la sociedad. A pesar de haber tenido esperanzas de ser escuchados por el presidente Evo Morales, afirman que el gobierno se ha escondido de ellos. Sin embargo, destacan la solidaridad y apoyo recibido por parte de la comunidad durante su vigilia. La lucha de las personas con discapacidad va más allá del bono, es una lucha por el derecho a la igualdad.

## Acciones artísticas de apoyo

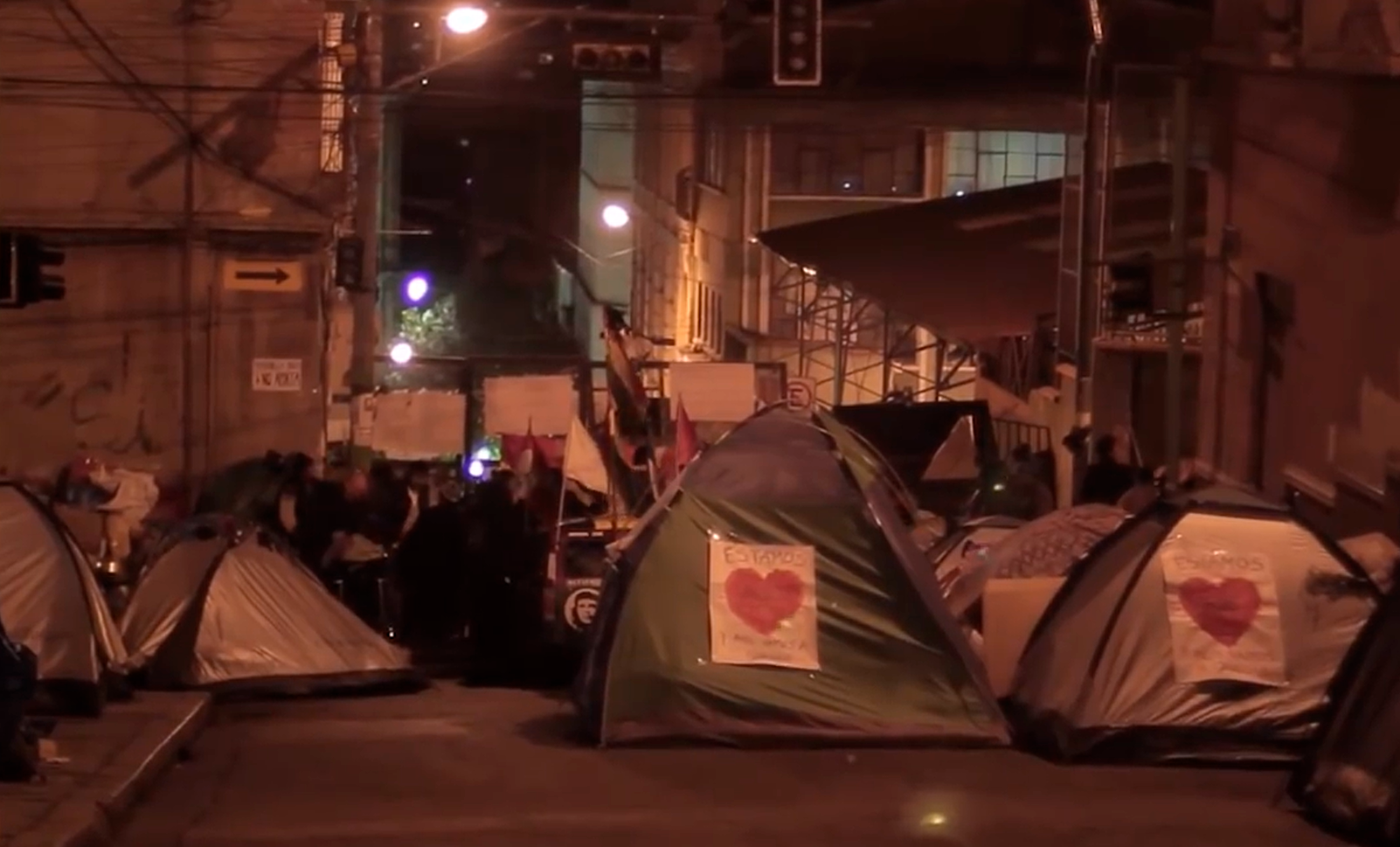
Frame del videoclip "Un llamado"

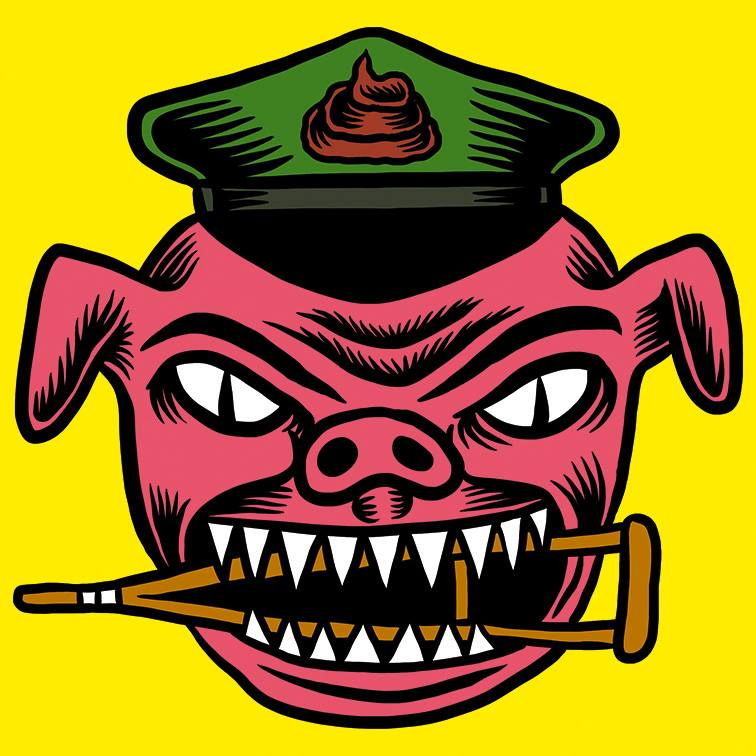
Ilustración creada por Marco Tóxico durante las represiones policiales a las personas con discapacidad en 2016 en Bolivia

Durante el periodo de la vigilia en La Paz, una agrupación denominada  YoSoyTu, organizó un evento artístico solidario para recaudar fondos en apoyo a las personas con discapacidad en vigilia. también elaboró una canción y un videoclip que fue difundido por la plataforma de YouTube en solidaridad con la caravana de personas con discapacidad.
También se realizó un concierto solidario en la plaza San Francisco que contó con la presencia de Los Brothers y La Gota con la intención de recaudar fondos y donaciones.
Diferentes artistas publicaron ilustraciones referidas al contexto como Marco Tóxico.

## Cobertura internacional
El periódico inglés The Guardian lanzó el 5 de mayo de 2017 un cortometraje documental titulado «The Fight» en el que en 30 minutos se puede ver algo de la violencia ejercida por la policía hacia las personas con discapacidad.

## Recomendaciones de la ONU
Durante la Sesión 16 de la Convención de los Derechos de las Personas con Discapacidad en las Naciones Unidas, la relatora especial para Bolivia expresó su preocupación por la violencia y represión que sufrieron los discapacitados en el país durante sus movilizaciones. Hizo hincapié en que la falta de recursos económicos no justifica la restricción de los derechos de las personas con discapacidad y llamó a la delegación boliviana a comprometerse a escuchar sus demandas. Además, destacó que, aunque Bolivia ha avanzado en la legislación de derechos de las personas con discapacidad, aún existen desafíos por superar. La delegación boliviana, encabezada por la ministra de Justicia, Virginia Velasco, y la embajadora ante Naciones Unidas, Nardi Suxo, afirmó que tomará en cuenta las recomendaciones del organismo internacional. Las personas con discapacidad marcharon desde Cochabamba hasta La Paz en demanda de un bono mensual de 500 bolivianos, pero el presidente Evo Morales no los recibió.
El Comité de las Naciones Unidas para los derechos de las personas con discapacidad ha instado al gobierno boliviano a llevar a cabo una investigación imparcial sobre la represión sufrida por las personas con discapacidad por parte de la Policía. Además, ha pedido al gobierno considerar la entrega de apoyo económico a este sector de la población. El Comité también ha observado que más del 80% de las personas con discapacidad en Bolivia viven en condiciones de pobreza y ha recomendado una revisión de los apoyos sociales, como la renta solidaria, para garantizar un nivel de vida adecuado. La dirigente Rosemary Guarita ha considerado que su testimonio ante la ONU ha sido un logro para las personas con discapacidad y ha solicitado una investigación justa para las personas que murieron durante la vigilia en Cochabamba.
Las «Observaciones finales sobre el informe inicial del Estado Plurinacional de Bolivia» se dan el 4 de noviembre de 2016 después del examen periódico de la Convención de personas con discapacidad, llevado a cabo el 17 y 18 de agosto de ese año, en el que Bolivia tuvo que informar sobre la situación del sector en el país en el 16avo periodo de sesiones. La sociedad civil puede presentar su informe sombra, es decir un informe independiente de lo que Bolivia presente oficialmente. Rosemery Guarita fue una de las que presentó ese informe.
|    | Preocupaciones | Recomendaciones |
| -- | --- | --- |
| 1  | Las personas con discapacidad no son titulares plenos de todos los derechos humanos porque necesitan protección.                                                                               | Que se revise toda la legislación boliviana para que las personas con discapacidad sean titulares plenos de todos sus derechos.                                            |
| 2  | Los criterios y procedimientos de certificación de las personas con discapacidad es inaccesible para muchos.                                                                                   | Reforma de criterios para la certificación de las personas con discapacidad para que sea accesible, sencilla y gratuita.                                                   |
| 3  | Las personas con discapacidad no son consultadas ni son parte de la toma de decisiones respecto a su sector, no fueron muchos representantes a la Convención.                                  | Consulta democrática con las personas con discapacidad y fomento a las organizaciones independientes y de la sociedad civil para participar en CONALPEDIS según ley 223.   |
| 4  | La falta de quejas por discriminación refleja la ineficacia de los recursos legales. | Creación y fortalecimiento de un sistema para presentar quejas por discriminación por motivo de discapacidad                                                               |
| 5  | Poco esfuerzo por reconocer y eliminar la discriminación. | Reconocer la discriminación hacia las personas con discapacidad e implementar metas del artículo 5 de la Convención.                                                       |
| 6  | Ausencia de mujeres y niñas en las políticas creadas como el Plan Nacional para la Igualdad de Oportunidades - Mujeres construyendo la nueva Bolivia para el Vivir Bien.                       | Crear políticas con enfoque de género al reformar el PNIO guiados por el artículo 6 de la convención.                                                                      |
| 7  | Pocos datos sobre niñas y niños, falta de medidas para evitar el abandono. | Desinstitucionalizar a niños y niñas para que vivan en familia y sean incluidos.                                                                                           |
| 8  | Bolivia no cumple con el artículo 8 de la Convención, no se habla de los derechos humanos de las personas con discapacidad y funcionarios públicos desprecian a las personas con discapacidad. | Crear programas de concientización sobre las personas con discapacidad para funcionarios públicos, personal de justicia y sociedad en general. Fomento al respeto.         |
| 9  | No hay planes para crear accesibilidad ni regularización de la misma. No hay una opinión al respecto de las personas con discapacidad.                                                         | Planes de accesibilidad y sanciones por incumplimiento. Presupuesto para monitorear el cumplimiento.                                                                       |
| 10 | Infanticidio por prejuicios persistentes. | Garantizar el derecho a la vida y suministrar asistencia a familias con niños con discapacidad.                                                                            |
| 11 | No hay protocolos para la reducción de riesgos de desastres para las personas con discapacidad.                                                                                                | Accesibilidad en infraestructura y rutas de evacuación. Lenguaje inclusivo según el marco Sendai.                                                                          |
| 12 | No se puede derogar figuras jurídicas que limitan a las personas con discapacidad. | Derogación de regímenes legales limitantes y sistemas de apoyo para ejercer capacidad jurídica.                                                                            |
| 13 | Restricciones para que las personas con discapacidad se autorepresenten. | Derogación de regímenes legales limitantes y sistemas de apoyo para ejercer capacidad jurídica.                                                                            |
| 14 | No se ajustan los procedimientos legales a las personas con discapacidad ni hay comunicación inclusiva.                                                                                        | Accesibilidad a instalaciones, información y comunicación en los procedimientos legales.                                                                                   |
| 15 | No hay capacitación para el personal judicial que deriva en una falta de conciencia sobre los derechos humanos de las personas con discapacidad.                                               | Capacitación continua sobre los derechos humanos de las personas con discapacidad para operadores de justicia, guiado por el artículo 13 de la Convención.                 |
| 16 | No hay garantía para las personas con discapacidad intelectual o psicosocial, y son declarados inimputables por discapacidad mental.                                                           | Asegurar garantías y modificar la legislación para eliminar declaratorias de inimputabilidad con base en la discapacidad.                                                  |
| 17 | No hay información sobre la detención de las personas con discapacidad contra su voluntad. | Prohibición de detención basada en la deficiencia, alternativas sociales supervisadas por una autoridad independiente, guiados por el artículo 14 de la Convención.        |
| 18 | El servicio para la prevención de la tortura no supervisa a las personas con discapacidad institucionalizadas en contra de su voluntad.                                                        | Ampliar atribuciones del servicio para la prevención de la tortura para que defienda los derechos humanos de las personas con discapacidad institucionalizadas.            |
| 19 | No se reconocen las formas de violencia contra las personas con discapacidad, no hay registros de hechos violentos, rescates de víctimas, ni prevención de explotación.                        | Combatir la explotación de las personas con discapacidad obligadas a la mendicidad, rescatar, reparar, y recuperar integralmente a las víctimas.                           |
| 20 | Esterilización sin consentimiento de las personas con discapacidad. | Crear protocolos para abolir la esterilización forzada de las personas con discapacidad.                                                                                   |
| 21 | Excesiva violencia por parte de la policía contra las personas con discapacidad que ejercían su legítimo derecho a la manifestación.                                                           | Investigación imparcial e independiente para enjuiciar a los responsables de los actos de represión en el contexto de las manifestaciones.                                 |
| 22 | No se garantiza el registro universal de todas las personas con discapacidad, no se da información a las familias.                                                                             | Capacitar a los funcionarios para registrar a las personas con discapacidad sobre todo en comunidades remotas.                                                             |
| 23 | No hay servicios de apoyos para que las personas con discapacidad sean incluidas plenamente en la comunidad.                                                                                   | Implementar servicios de apoyo con recursos humanos calificados. |
| 24 | La lengua de señas boliviana no es reconocida como lengua oficial del país, limitando la libertad de expresión y comunicación.                                                                 | Reconocer la lengua de señas boliviana como idioma oficial aumentando la disponibilidad de interpretes.                                                                    |
| 25 | Las personas interdictas no pueden casarse o fundar una familia. | Derogación de disposiciones que restrinjan el derecho de las personas con discapacidad a casarse. Acceso a información sobre derechos sexuales y reproductivos.            |
| 26 | Las personas con discapacidad no se inscriben o desertan de la escuela, la mayoría de la educación es especial o segregada.                                                                    | Más políticos de inclusión a la educación, formación de docentes, ajustes en las escuelas guiados por el artículo 24 de la Convención.                                     |
| 27 | Incumplimiento de la cobertura universal de salud, según ley 475. No hay protocolos para su tratamiento. hay discriminación a las personas con discapacidad negando servicios de salud.        | Promover campañas de concientización para trabajadores del sector salud, crear protocolos y hacer efectiva la ley 475 guiados por el artículo 25 de la Convención.         |
| 28 | Baja cobertura para la rehabilitación de las personas con discapacidad. | Estrategias para el desarrollo inclusivo y rehabilitación con enfoque comunitario.                                                                                         |
| 29 | Altas tasas de desempleo de las personas con discapacidad, no hay capacitación continua, modelo de trabajo "especializado" y segregado.                                                        | Generar políticas de empleo que garanticen la equiparación de oportunidades, guiado por el articulo 27 de la COnvención.                                                   |
| 30 | El apoyo económico es insuficiente para garantizar un nivel de vida adecuado y cubrir costos de las necesidades adicionales de las personas con discapacidad,                                  | Revisión de apoyos sociales como una renta solidaria sobre todo a los más necesitados de ayuda, guiados por el artículo 28 de la Convención.                               |
| 31 | Las personas declaradas incapaces no pueden votar ni están inscritos en el registro electoral.                                                                                                 | Derogación de disposiciones que limitan el derecho a votas, que las personas con discapacidad intelectual o psicosocial sean registradas en el padrón electoral.           |
| 32 | No hay apoyo para deportistas con discapacidad ni accesibilidad a espacios culturales. Bolivia no ratificó el Tratado de Marrakech.                                                            | Recursos humanos para el fomento al deporte en todo nivel, accesibilidad a actividades culturales. Ratificación del Tratado de Marrakech,                                  |
| 33 | No hay información actual sobre la situación de las personas con discapacidad ni del cumplimiento de sus derechos humanos.                                                                     | Recopilar y actualizar los datos de las personas con discapacidad consultando a las organizaciones que representan al sector, guiados por el artículo 31 de la convención. |
| 34 | Ausencia de los derechos de las personas con discapacidad reconocidos en la Convención y en el monitoreo de la agenda 2030.                                                                    | Transversalizar los derechos de las personas con discapacidad en el monitoreo de la agenda 2030, involucrando a las organizaciones que representan al sector.              |
| 35 | Dudas sobre las independencia de la defensoría del Pueblo para monitorear el cumplimiento de la Convención.                                                                                    | Dotar de recursos suficientes que no comprometa la independencia de la defensoría del pueblo para el monitoreo de la Convención.                                           |
| 36 | Las organizaciones de personas con discapacidad no son tomadas en cuenta en el CONALPEDIS ni en funciones de la defensoría del pueblo.                                                         | Incluir a las organizaciones de personas con discapacidad en procesos impulsados por el CONALPEDIS y de la defensoría del pueblo para cumplir la Convención.               |

## Ley 977: Ley de inserción laboral y de ayuda económica para personas con discapacidad.
El 26 de septiembre de 2017 se firmó la Ley 977 que devuelve derechos a las personas con discapacidad en el país. Fue aprobada por el presidente Evo Morales y permite el acceso a una fuente laboral y un bono mensual de 250 bolivianos. La ley promueve la inclusión de personas con discapacidad en la sociedad, garantizando su acceso a la salud, educación, viviendas y la implementación de rampas en instituciones públicas y privadas. Además, establece la obligación de las instituciones públicas de emplear a personas con discapacidad en un porcentaje mínimo del 4% en su personal administrativo, mientras que el sector privado debe insertar laboralmente al menos al 2% de personas con discapacidad. La ley también establece que aquellos con discapacidad visual registrados en el Instituto Boliviano de la Ceguera recibirán un bono de indigencia en lugar del bono mensual. Se estima que la ley beneficiará a alrededor de 46,062 personas con discapacidad grave y muy grave en el país.
Después de dos años de protestas, las personas con discapacidad en Cochabamba comenzaron a recibir un bono mensual de 250 bolivianos por parte del municipio de Cercado, en cumplimiento de la Ley 977 de Inserción Laboral y de Ayuda Económica para Personas con Discapacidad. Este beneficio está destinado a personas con discapacidad grave y muy grave, y se espera que beneficie a alrededor de 2,700 personas en el municipio. Aunque algunos agradecieron el pago, también expresaron que la lucha por una mejor atención del gobierno continúa. El alcalde de Cochabamba, José María Leyes, reconoció el esfuerzo municipal en el pago del bono y destacó que el gobierno debería aportar más fondos para este fin. Las personas elegibles para recibir el bono deben estar registradas en la plataforma "Eustaquio Moto Méndez" y presentar su carnet de discapacidad vigente.

## Controversias

### Censura a la prensa
Durante la represión policial a la caravana de discapacitados en La Paz, el periodista Jesús Alanoca de EL DEBER fue detenido por efectivos de la UTOP. Mientras transmitía en vivo a través de Periscope, fue abordado por tres policías que intentaron amedrentarlo y exigirle que borrara las imágenes captadas. Después de 30 minutos, fue liberado gracias a la intervención del Ministerio de Gobierno.
En el intento de capturar imágenes panorámicas desde el edificio del INRA, el fotógrafo Álvaro Valero de Página Siete sufrió una agresión por parte de un funcionario público. El agresor trató de arrebatarle su cámara fotográfica y, al encontrar resistencia, procedió a golpearlo en el rostro y la cabeza.
Cuatro periodistas de las redes televisivas ATB y RTP fueron agredidos por supuestos funcionarios de Inteligencia. Las agresiones incluyeron golpes en el hombro, patadas en el suelo y puñetazos en la cámara y el ojo de los periodistas. Un hombre no identificado también agredió a uno de los periodistas cuando fue increpado. Los incidentes ocurrieron durante la cobertura de un enfrentamiento y la gasificación.
Violeta Ayala, una cineasta boliviana, denuncia haber sufrido acoso y robo de su equipo de trabajo mientras documentaba la marcha de personas con discapacidad. Además, enfrenta una campaña de desprestigio en línea.

### Muertes
Apolonio Gonzales, una persona con discapacidad que participaba en la vigilia en La Paz y dependía de la limosna para mantener a sus tres hijos, falleció presumiblemente por falta de atención médica. Pasó mientras un sector estaba movilizado en la caravana que se dirigía a La Paz. Los gastos del funeral alcanzaron los 1.200 bolivianos.
Manuel Roca Charimo (31), un miembro de la vigilia de Beni y persona con discapacidad, falleció durante la vigilia, los dirigentes denuncian que no es un caso aislado dado que las personas en este sector presentan un estado de salud delicado y están poniendo en riesgo sus vidas con las medidas que están llevando a cabo.
Durante una vigilia de personas con discapacidad en Cochabamba, la conductora Carla Fabiana Aizama Arias, de 21 años, estando en estado de embriaguez con 1,4 grados de alcohol en la sangre, arrolló y causó la muerte de dos personas, dejando además cinco heridos, una de ellas es la hija de la mujer fallecida. Tras el incidente, la conductora fue aprehendida y entregada al Ministerio Público. El trágico suceso tuvo lugar cuando su vehículo colisionó con un turril y conos de señalización antes de impactar contra las víctimas.

### Otros
Según datos de la Defensoría del Pueblo en Bolivia existen 388.000 personas con discapacidad permanente. Según datos del Gobierno, Bolivia cuenta con más de 22.000 personas con discapacitadas. Los datos del sector no son uniformes.
El defensor del pueblo, David Tezanos, generó controversia cuando fue captado en un video entregando dinero a las personas con discapacidad que abandonaron la vigilia en La Paz. En el mismo día, la policía dispersó a los manifestantes con agua fría cuando intentaron ingresar a la plaza Murillo exigiendo un bono mensual. Tezanos admitió la autenticidad del video y afirmó que proporcionó ayuda económica de su propio bolsillo. Sin embargo, su acción ha sido cuestionada por legisladores y expertos en derechos humanos.
Se registró un caso de violación a una de las marchistas por parte de otra persona con discapacidad que hacían vigilia en La Paz, Juan R. C., fue aprehendido. Dirigentes afirmaron que se trataba de un caso de desprestigio para la lucha de la caravana.
El dirigente de La Paz, Jorge Flores, al pactar un acuerdo con el gobierno afirmó que Estados Unidos habría pagado a los dirigentes

## Personajes
Feliza Alí Ramos, una luchadora incansable, continúa su labor en defensa de los derechos de las personas con discapacidad. Un trágico accidente de tránsito la dejó confinada a una silla de ruedas, pero no ha dejado que eso la detenga. A pesar de enfrentar dificultades y sufrir la pérdida de movilidad, Feliza ha dedicado su vida a trabajar y luchar por el bienestar de las personas con discapacidad. Ha ocupado cargos importantes, como directora del Comité Nacional de Atención a las Personas con Discapacidad, y ha llevado su lucha más allá de las fronteras. Su determinación y fuerza son inspiradoras para sus compañeros, quienes continúan su vigilia en busca de un bono de 500 bolivianos. Feliza proviene de una familia humilde y rural, pero su madre siempre luchó para que sus hijas tuvieran un futuro mejor. En La Paz, Feliza no descansará hasta lograr una vida digna para las personas con discapacidad.
Rossmery Guarita, una luchadora cochabambina, ha desafiado las adversidades con valentía. Desde su participación en la primera marcha de las personas con discapacidad en 2012, donde perdió sus placas al morder a un policía, hasta su reciente enfrentamiento con la policía en el puente de la calle Comercio en La Paz. A pesar de haber crecido en el Chapare y enfrentar dificultades personales, Rossmery se ha convertido en una destacada dirigente del 'Comité de Protección de Personas con Discapacidad'. Su coraje y determinación han sido evidentes en su lucha por un bono mensual de 500 bolivianos y en su defensa de los derechos de las personas con discapacidad. A pesar de las pérdidas personales y los desafíos físicos, Rossmery sigue siendo una fuerza inspiradora en la búsqueda de la justicia y la igualdad para todos.
Miguel Mamani, un joven Quechua de 23 años, ha demostrado una gran determinación en su lucha por los derechos de las personas con discapacidad en Bolivia. A pesar de haber crecido en una familia pobre en Potosí y enfrentar dificultades personales, Miguel ha encontrado en el activismo una forma de empoderamiento y superación. Después de un trágico accidente que lo dejó en silla de ruedas, Miguel se sumergió en una profunda depresión, pero gracias al apoyo de otros atletas parapléjicos y talleres de liderazgo, encontró una nueva perspectiva de vida. Desde entonces, ha sido un líder valiente en la lucha por una pensión para personas con discapacidad grave y muy grave. Su valentía y habilidad para enfrentar a las autoridades han dejado una impresión duradera en aquellos que lo rodean. A pesar de enfrentar la represión policial y los desafíos de salud, Miguel sigue decidido a seguir luchando por sus derechos y los de sus compañeros.
Juana Orbe, nacida en 1960 en la Amazonía boliviana, ha superado numerosos desafíos en su vida. A pesar de ser diagnosticada con una parálisis en la pierna izquierda a una edad temprana, Juana ha encontrado en sus habilidades manuales una forma de destacarse. Como diseñadora de moda y talladora de madera, ha logrado establecer exitosos negocios en Brasil. Sin embargo, también ha experimentado la discriminación y la falta de oportunidades para las personas con discapacidad en Bolivia. Ha sido activa en el trabajo comunitario y en la defensa de los derechos de las personas con discapacidad. Como líder en la caravana de protesta, Juana ha desafiado a las autoridades y ha hecho un llamado a la justicia y la igualdad. Su determinación y lucha incansable han dejado una marca en la agenda política del país.
Álex Cabrera Flores, reconocido por su participación en un reality show de cantantes y su éxito en la industria musical, ha demostrado su talento y carisma a pesar de vivir en una silla de ruedas. A lo largo de su vida, Álex ha enfrentado desafíos médicos y discriminación, pero ha encontrado la forma de destacarse en el mundo de la música y ser un ejemplo de superación. Su participación en la caravana de protesta de personas con discapacidad refleja su compromiso con la lucha por los derechos de su comunidad. Con su determinación y talento, Álex busca generar conciencia y promover la igualdad para todas las personas con discapacidad.